# كارند (بهمئي غرمسيري الجنوبي)
کارند (بالفارسية: کارند) هي قرية تقع في إيران في قسم بهمئي غرمسیري الجنوبي الريفي. يقدر عدد سكانها بـ 8 نسمة بحسب إحصاء 2016.